# 總選舉事務主任
總選舉事務主任（英語：Chief Electoral Officer, CEO）是香港政府選舉事務處的部門首長和管制人員，由行政長官委任，屬於首長級公務員職位，職級為高級首席行政主任。現任總選舉事務主任是陳淑華，於2024年9月11日上任。

## 簡介
總選舉事務主任職務設立於1993年，當時是根據香港總督彭定康簽署的《選區分界及選舉事務委員會條例》設置，首任主任是邱霜梅。1997年政權交接後，臨時立法會通過《選舉管理委員會條例》，繼續設立總選舉事務主任職務。如同其他公務員職位，總選舉事務主任的任期不定，目前任期最長的主任是李榮，其任期超過7年。總選舉事務主任的副手是首席選舉事務主任，職級為首席行政主任，該編外職位於2008年首次設立，當時是總選舉事務主任以外，選舉事務處第二個首長級職位，至2018年經立法會審議及批准後成為首長級常額職位。

## 職權
根據香港法例第541章《選舉管理委員會條例》規定，選舉管理委員會需要透過一名由行政長官委任的總選舉事務主任執行職能。總選舉事務主任出席選舉管理委員會的會議，並在選管會的指示下執行其決定。總選舉事務主任作為選舉事務處負責人，督導部門的行政和運作，並代表部門出席立法會會議、解答議員及傳媒查詢。由於選舉事務處負責人工作繁重及責任重大，時任選管會主席馮驊在2022年的選舉報告中曾經建議政府應該開設一個職級更高的職位，例如首長級薪級第4點職位（相當於首長級乙一級政務官）作為選舉事務處的部門首長。

## 歷任部門首長
| #  | 姓名        | 任期開始       | 任期結束       | 簽令任命者 | 選管會主席      | 備註                                                                                       |
| -- | ----------- | -------------- | -------------- | ---------- | --------------- | ------------------------------------------------------------------------------------------ |
| 1  | 邱霜梅 (Carrie Willis, Yau Sheung-mui)   | 1993年7月      | 1996年6月      | 彭定康     | 胡國興          |                                                                                            |
| 2  | 張英才 (Venner Cheung Ying-choi)   | 1996年6月      | 1997年8月      | 彭定康     | 胡國興          |                                                                                            |
| 3  | 李榮 (Li Wing)     | 1997年8月      | 2004年12月30日 | 董建華     | 胡國興          |                                                                                            |
| 4  | 林文浩 (Lam Man-ho)   | 2004年12月30日 | 2007年10月11日 | 董建華     | 胡國興 ↓ 彭鍵基 |                                                                                            |
| 5  | 丁徐慧明 (Vivian Ting Tsui Wai-ming) | 2007年10月11日 | 2011年5月17日  | 曾蔭權     | 彭鍵基 ↓ 馮驊   |                                                                                            |
| 6  | 李柏康 (Li Pak-hong)   | 2011年5月17日  | 2016年9月26日  | 曾蔭權     | 馮驊            | 2019年7月以退休後服務合約計劃獲聘用為選管會顧問，職級等同總行政主任，任期至2024年7月屆滿。 |
| 7  | 黃思文 (Wong See-man)   | 2016年9月26日  | 2019年7月24日  | 梁振英     | 馮驊            | 因2016年立法會選舉遺失選民登記冊事件被調職                                                 |
| —  | 黃文超 (Raymond Wang Man-chiu)   | 2019年7月24日  | 2019年10月2日  | 林鄭月娥   | 馮驊            | 首席選舉事務主任署理總選舉事務主任                                                         |
| 8  | 黃文超 (Raymond Wang Man-chiu)   | 2019年10月2日  | 2020年1月14日  | 林鄭月娥   | 馮驊            | 被正式任命為總選舉事務主任                                                                 |
| 9  | 翁應輝 (Alan Yung Ying-fai)   | 2020年1月14日  | 2022年1月12日  | 林鄭月娥   | 馮驊            | 2021年立法會選舉工作完成後被調職                                                           |
| 10 | 黃文超 (Raymond Wang Man-chiu)   | 2022年1月12日  | 2024年9月11日  | 林鄭月娥   | 馮驊 ↓ 陸啟康   | 2021年11月5日至2022年1月12日任高級首席行政主任（選舉）；2024年10月出任選舉管理委員會顧問。 |
| 11 | 陳淑華 (Natalie CHAN Shuk-wa)   | 2024年9月11日  | 現任           | 李家超     | 陸啟康          |                                                                                            |

## 外部連結
- 香港特別行政區政府 選舉事務處 （页面存档备份，存于）